# Silba (sziget)
Silba (olaszul: Selve) egy sziget az Adriai-tengerben, Horvátországban, a Zárai szigetvilágban.

## Leírása
Silba szigete Lošinjtól délkeletre, Olibtól nyugatra és Premudától keletre fekszik. Területe 14,27 km², lakossága 286 fő (2011). A sziget a dinári irányban fekszik, hosszúsága 8 km, középső részén legkeskenyebb (0,7 km). Legmagasabb pontja a Vrh (83 m), partvonalának hossza 26,2 km, a tagoltsági együttható 2,0. Krétakori mészkőből és eocénkori márgából épül fel. Macchia, magyaltölgyek és fenyőerdő borítja, a szigeten széles körben elterjedtek az aromás és gyógynövények. Nevét is egykori kiterjedt erdeiről kapta (latin:silva = erdő). Ma is a második legerdősebb sziget az országban. Az egyetlen település Silba.

## Gazdaság
A helyiek olajbogyót, szőlőt, fügét stb. termesztenek. Jelentős a juhtenyésztés (sajt) és a halászat, valamint az idegenforgalom. Zárával, Mali Lošinjjal, valamint a szomszédos szigetekkel (Premuda, Olib, Ist, Molat) hajó- és kompjáratok kötik össze.

## Története
A sziget első ismert lakói az i. e. 1. évezredben az illírek egyik törzse a liburnok voltak, akik kitűnő tengerészek hírében álltak. Őket a rómaiak követték, akik megalapították saját településüket. Akkor a szigetet még erdő borította. Az illír és a római kultúra hatása egészen a 11. századig nyomon követhető. Silbát Bíborbanszületett Konstantin bizánci császár említi először a 10. században „A birodalom kormányzásáról” szóló művében. A műben a sziget „Selbo” alakban szerepel, amely valószínűleg a görög „salbon”, vagy a latin „silva” (erdő) főnévből származik és kitűnik belőle, hogy már a rómaiak idején lakott volt. Ezt megerősíti, hogy a Pocukmarak-öbölben Antoninus Pius római császár idejéből 161-ből származó pénzérmét találtak. A történeti források szerint a szigeten már a 8. században megtelepedtek a horvátok és településük a 15. század végéig, vagy a 16. század elejéig folyamatosan lakott volt. Silba 827-től Zárához tartozott. 1073-ban IV. Krešimir horvát király a čikai apátság nővéreinek kérésére Silbát a zárai Szűz Mária kolostornak adta.
Plébániáját a 15. század végén alapították. A sziget később velencei uralom alá került, amely 1639-ben 12.350 aranydukátért Soppe zárai kapitánynak adta el. Ezután Silba a gazdag és híres velencei Morosini család kezére került, akik a 19. század első feléig saját birtokukként irányították a szigetet. 1838-ban Silbát a veli lošinji Marco Ragusinnak adták el, aki tizenhárom évi, a helyiekkel folytatott adóvita következtében úgy döntött, hogy a silbaiaknak adja el így mindenki a saját birtokrészéért 5025 bajor tallért fizetett. A sziget megvásárlása 1852. március 19-én Szent József ünnepén zárult le, ennek emlékére a silbaiak minden évben megünneplik Szent József napját. Silba virágkorát a 17. és a 18. században élte, amikor tengerészeik vitorláshajók tulajdonosai is voltak. A 17. században a tengerészek mellett negyven hajótulajdonos és kapitány élt a településen. Az első ismert hajótulajdonos Juraj Vinturić, az első ismert hajóskapitány Grgur Matković volt. Ebben az időben főként juhokat és szarvasmarhákat szállítottak Zárából Velencébe. A 18. század folyamán már több mint kétszáz hajótulajdonosa és hajóskapitánya volt a szigetnek több mint százötven hajóval és mintegy húszezer tonna szállító kapacitással. 1806-os napóleoni megszállása, a kontinentális blokád és a kalózháborúk az Adrián tönkretették Silba kereskedelmét. Hanyatlásához nagyban hozzájárult a hajózás fejlődése, a gőzhajók megjelenése és az osztrák Lloyd társaság előretörése is. A silbai tengerészek tömegesen mentek a gőzhajókra szolgálni, míg az egyszerűbb emberek közül sokan vándoroltak ki Észak- és Dél-Amerikába. Így 19. század második felében a lakosság számának nagyarányú csökkenése indult meg. Az itt maradtak főként juhtenyésztéssel és halászattal foglalkoztak.. Az első világháborút követően előbb a Szerb-Horvát-Szlovén Királyság, majd Jugoszlávia része lett.